# Salaise-sur-Sanne
Salaise-sur-Sanne is een gemeente in het Franse departement Isère (regio Auvergne-Rhône-Alpes). De plaats maakt deel uit van het arrondissement Vienne. Salaise-sur-Sanne telde op 1 januari 2022 4.548 inwoners.  

## Geografie
De oppervlakte van Salaise-sur-Sanne bedroeg op 1 januari 2022 16,15 vierkante kilometer; de bevolkingsdichtheid was toen 281,6 inwoners per km².

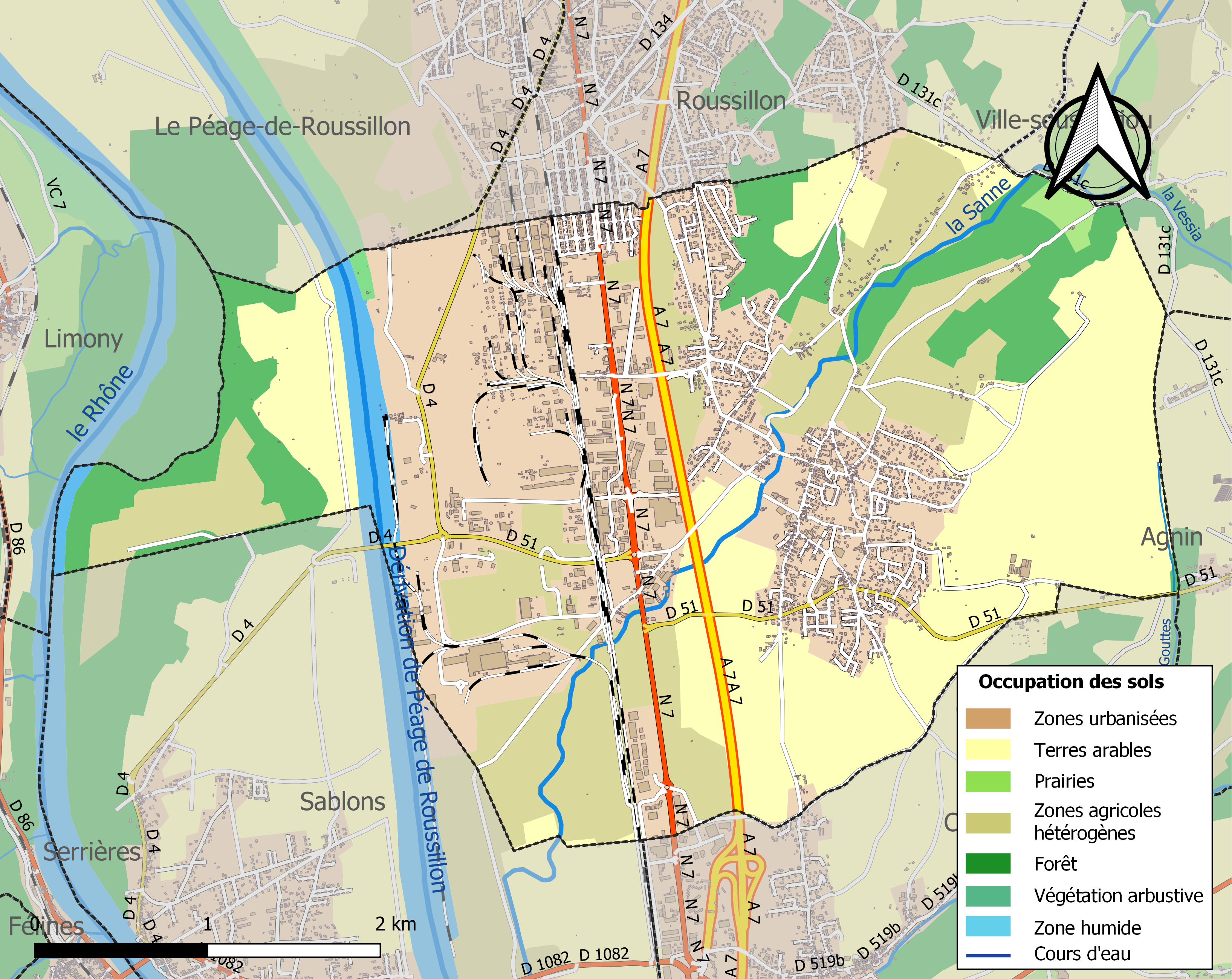
Kaart van de gemeente met de belangrijkste infrastructuur, bodemgebruik en omliggende gemeenten

## Demografie
Onderstaande figuur toont het verloop van het inwonertal (bron: INSEE-tellingen).